# كريستيان غراتزي
كريستيان غراتزي (بالألمانية: Christian Gratzei)‏ (19 سبتمبر 1981 في النمسا - ) هو لاعب كرة قدم نمساوي في مركز حراسة المرمى. شارك مع منتخب النمسا لكرة القدم. أما مع النوادي، فقد لعب مع شتورم غراتس وغراتزر أي كاي ونادي ليوبن ‏.

## وصلات خارجية
- كريستيان غراتزي على موقع الاتحاد الأوربي (الإنجليزية)
- كريستيان غراتزي على موقع قاعدة بيانات كرة القدم.إي يو (الإنجليزية)
- كريستيان غراتزي على موقع بيانات كرة القدم. دي إي (الألمانية)
- كريستيان غراتزي على موقع ناشيونال فوتبول تيمز (الإنجليزية)
- كريستيان غراتزي على موقع Soccerbase.com (لاعب) (الإنجليزية)
- كريستيان غراتزي على موقع Soccerway.com (الإنجليزية)
- كريستيان غراتزي على موقع عالم كرة القدم.نت (الإنجليزية)